# Rio do Peixe (vattendrag i Brasilien, São Paulo, lat -23,40, long -45,47)
Rio do Peixe är ett vattendrag i Brasilien.   Det ligger i delstaten São Paulo, i den sydöstra delen av landet, 900 km söder om huvudstaden Brasília.
I omgivningen kring Rio do Peixe växer i huvudsak städsegrön lövskog. Området är  glesbefolkat, med 9 invånare per kvadratkilometer.